# 奄美大島要塞
奄美大島要塞（あまみおおしまようさい）とは、奄美大島と加計呂麻島に挟まれた大島海峡防備のため設置された大日本帝国陸軍の要塞。国の史跡に指定されている。

## 概要
朝鮮に対する主導権をめぐり清と対立する。日清間が緊張状態に陥ると日本は軍備増強を図り、大島海峡にも軍事施設が構築される様になる。1891年（明治24年）年、久慈に「佐世保海軍軍需部大島支庫（石炭庫）」が建設され、 日清戦争が終了する 1895年（明治28年）には、戦利品を用いた「水溜」が増築されている。
また、日清戦争後に日本領となった台湾への航路整備の為に、奄美大島初の灯台である「曽津高崎灯台」が 1896年（明治29年）に運用を開始している。日清戦争後に日本領となった台湾への航路整備の重要拠点となった。
満州（中国東北部）への利権をめぐり、三国干渉等でロシアとの関係が悪化した日本は、 国内の要衝に要塞建設および整備を行っていく。大島海峡では海峡東口に「海通崎望楼」 を、海峡西口の曽津高崎灯台内に「曽津高崎望楼」を設置するが、これは日本海海戦の直前である事からロシア艦隊への備えと想定される。 日露戦争終結後、大島海峡では海軍による演習や視察が行われ、1911年（明治44年）には、大島海峡の集落を中心に水源地調査が実施されている。海軍が大島海峡を艦隊泊地として 重要視していた事が理解出来るが、この時点では海軍防備隊の設置には至っていない。
こうした中、1919年（大正8年）5月に「要塞整理要領」、同年12月に「防備要領」が裁可され、太平洋の日本近海において敵軍に根拠地を与えないため、奄美大島は小笠原諸島の父島や台湾の澎湖島とともに太平洋上の第一線要塞として策定される。1920年（大正9年）8月「陸軍築城部奄美大島支部」が新設され、翌年7月に「奄美大島要塞」の建設が着工された。奄美大島要塞の建設については『海軍が軍港防御の為に要塞建設を要望した』と言われている。しかし、1922年（大正11年）に成立したワシ ントン海軍軍縮条約の防備制限によって「奄美大島要塞」の工事は中止され、要塞に付帯する施設も建設が中止された。1923年（大正12年）「要塞再整理要領」が裁可されると、未完成部分はありながらも古仁屋に「奄美大島要塞司令部」が開庁した。これにより、「奄美大島要塞」は軍事上重要な基地の一つとなり、要塞地帯法や軍機保護法等の軍事法規の制限を受けるようになった。
1937年（昭和12年）7月、盧溝橋事件が発端となり日中戦争が勃発すると、「奄美大島要塞」の一部に砲が配備され、軍備増強が行われた。
1941年（昭和16年）7月にアメリカは日本への石油輸出禁止を実施する。同年9月には「奄美大島要塞司令部」に動員下令が布かれ、「奄美大島重砲兵連隊」や「要塞歩兵第28中隊」、「奄美大島要塞通信隊」、「憲兵古仁屋分遣隊」、「奄美大島陸軍病院」等が配備された。 また、海軍も加計呂麻島・瀬相に「大島防備隊本部」を置き、三浦に「海軍施設部」、須手 に「海軍航空隊古仁屋基地」を設置する等、大島海峡の各所に施設を構築した。同年12月8日、日本軍はマレー半島に上陸する一方でハワイの真珠湾へ奇襲攻撃を行う。アメリカ・イギリスへ宣戦布告し、第二次世界大戦（大東亜戦争）が勃発すると、奄美大島は艦船の出入が激しい重要な南進基地となる。
1944年（昭和19年）4月、喜界島・徳之島の陸軍航空基地が概ね完成し、同年5月「奄美大島要塞司令部」は沖縄第32軍の指揮下に編入され閉庁する。同年9月には徳之島陸軍航空基地防備強化の為、大島海峡にある砲台の一部が撤収・移築された。そして同年11月、 特攻艇である「海軍第17・18震洋隊」が配備された。この頃から奄美大島周辺でも米軍の 攻撃が激化し、「富山丸」や「対馬丸」など船舶への攻撃や市街地への空襲も増加した。 1945年（昭和20年）には、須手の「海軍航空隊古仁屋基地」からも沖縄特攻出撃が行われる様になり、「海軍第44震洋隊」及び沖縄へ航行不能となった「陸軍海上挺進第29戦隊」 が配備された。終戦間際、海軍震洋隊と陸軍海上挺身戦隊は共同作戦を取ったが、出撃する事は無かった。
1945年（昭和20年）9月22日に徳之島において、Ｅ・Ｈ・エドワード大佐と高田利貞陸軍少将との会見後に決定された。翌23日に徳之島から武装解除が順次開始され、大島海峡の武装解除は9月25日から各施設で行われた。武器・弾薬・機材等搬出できるものは海中投棄され、搬出困難な砲台等は砲身に爆薬を詰めて爆破された。 重火器類については海中投棄されたが、軍事施設の破壊は行われず「海軍航空隊跡」等、 施設の一部は米軍により接収され利用された。米軍に利用されなかった施設についても、 木造兵舎は学校校舎や集落集会所に利用する為に移築され、鉄筋コンクリート施設の一部は、金属を抜き取る為に破壊された。この時に「手安弾薬本庫」も内部の銅板や鉄扉などが持ち去られている。また、奄美群島が日本に復帰すると、海中投棄された弾薬等は民間業者により引き揚げが行われた。

## 前史
- 1891年（明治24年）： 佐世保海軍軍需部大島支庫（石炭庫） 建設（久慈）。
- 1894年（明治27年）7月25日：日清戦争 開戦。
- 1895年（明治28年）
  - 3月 　　： 船舶燃料補給の水溜施設 設置（久慈）。
  - 4月17日： 下関講和条約 調印（ ＊ 日清戦争の終結 ）。
- 1897年（明治30年）： 久慈湾 要港に内定。
- 1904年（明治37年） 
  - 2月6日  ：日露戦争 開戦。
  - 2月27日： 曽津高崎望楼 運用開始。
- 1905年（明治38年） 9月5日：日露講和条約（ポーツマス条約） 調印。　　（ ＊ 日露戦争の終結 ）
- 1908年（明治41年）：大島海峡で日本海軍大演習 東郷平八郎上陸。
- 1911年（明治44年） 9月：日米の軍艦数日停泊（久慈・名瀬）。

## 沿革
- 1919年（大正8年） 
  - 5月  ：「要塞整理要領」 裁可。　
  - 12月：奄美大島要塞・父島要塞の防備要領 裁可。
- 1920年（大正9年） 
  - 10月：陸軍築城部奄美大島支部 設置（東方村）。
  - 　　 ：薩川湾 軍港指定。
- 1921年（大正10年）
  - ７月 ：奄美大島要塞 構築工事開始。
  - 　　 ：「陸軍桟橋」工事開始。
  - 7月  ：安脚場砲台 着工。
  - 8月  ：実久砲台 着工。
  - 9月  ：西古見第1砲台・西古見第2砲台 着工。
  - 10月：江仁屋離島砲台 着工。
  - 11月：皆津崎第1砲台・皆津崎第2砲台 着工。
- 1922年（大正11年）2月：ワシントン軍縮会議による太平洋防備制限条約により砲台工事中止。( ただし、要塞設置工事自体は継続[3]。)
- 1923年（大正12年）
  - 2月　　 ：「要塞再整理要領」裁可。　　
  - 4月1日  ： 奄美大島要塞司令部 設置（古仁屋）。
  - 4月30日： 築城部奄美大島支部 廃止。
- 1927年（昭和2年）：昭和天皇が奄美大島要塞司令部を行幸。
- 1932年（昭和7年）：「手安弾薬本庫」完成（大正10年着工。途中中断。約６万トンの弾薬が保管）。
- 1934年（昭和9年）12月：ワシントン海軍軍縮条約 破棄。
- 1938年（昭和13年）：海軍により「海軍給水ダム」 建設[注釈 1]。
- 1941年（昭和16年）
  - 9月10日：要塞部隊の動員･臨時編成下令。
    - 陸軍奄美大島重砲兵連隊[注釈 2]（古仁屋）：連隊長 宮内陽輔 大佐
      - 第1大隊（西古見）：大隊長 前田一水 少佐
        - 第1中隊（西古見）：中隊長 原田種文 中尉
        - 第2中隊（実久）　：中隊長 黒葛清治 中尉
        - 第3中隊（宇検村屋鈍）：中隊長 葉山  中尉：38式野砲 4門

      - 第2大隊（渡連）　：大隊長 岩本儀助 少佐
        - 第4中隊（渡連）　：中隊長 浜田光保 中尉
        - 第5中隊（諸鈍）　：中隊長 小口敏之 中尉
        - 第6中隊（皆津崎）：中隊長 丸子正一 中尉

      - 高射砲小隊  (高知山)　：小隊長 船間満蔵 少尉：10cm高射砲 2門：昭和16年9月設置・ 昭和17年9月撤去

    - 要塞歩兵第28中隊[注釈 3]（瀬久井）：春田中尉
    - 奄美大島陸軍病院 突貫工事で建設を開始。（病院長：永田一男 軍医少佐・球第2782部隊）
    - ※ 奄美大島要塞 憲兵 古仁屋分遣隊： 分遣隊長  中 条好 中尉

  - 9月　  ：海軍
    - 海軍大島根拠地隊（瀬相）を編成。防備隊・通信隊 を設置。
    - 海軍施設部 設置。（三浦）
    - 海軍航空隊古仁屋基地 建設を開始。

  - 11月8日 「要塞準戦備」 発令。
- 1942年（昭和17年）
  - １月：海軍 大島根拠地隊は廃止され、「大島防備隊」設置（瀬相）。　
  - 初め：「奄美大島陸軍病院」が完成。
  - 9月25日：奄美大島重砲兵連隊の編成縮小。（＊高射砲・予備兵器の野砲 撤収）
- 1944年（昭和19年） 
  - 5月10日 ：
    - 奄美大島要塞司令部 閉庁 (司令部跡には、重砲兵連隊 本部が移転)。
    - 主戦力の奄美大島重砲兵連隊は、野戦部隊に転換され重砲兵第6連隊に改称。独立混成第64旅団 (徳之島) に編合。[注釈 4]

## 後史
- 1944年（昭和19年） 
  - 11月21日： 海軍第17震洋隊 (三浦)・第18震洋隊 (呑之浦) 配備。

- 1945年（昭和20年） 
  - 3月8日  ： 海軍第44震洋隊 配備[注釈 5]（久慈）。 総員178名 震洋艇は1型55隻[注釈 6] 。
  - 3月15日： 陸軍海上挺進第29戦隊 配備[注釈 5]（阿鉄）。　
  - 8月15日： 終戦。
  - 9月2日  ： 降伏文書 調印。
  - 9月23日： 徳之島 武装解除。　
  - 9月25日： 奄美大島 武装解除。

## 歴代司令官
- 不明：1923年2月 -
- 柏木誠一 中佐：1926年3月2日 -
- 西長盛 中佐：1928年3月8日 -
- 渡優太 中佐：1931年8月1日 -
- 下村義和 大佐：1932年12月7日 -
- 笠蔵次 大佐：1934年8月1日 -
- 高橋省三郎 大佐：1935年6月26日 -
- 藤田与五郎 大佐：1937年3月1日 -
- 川合祐三 大佐：1939年1月26日 -
- 海福三千雄 中佐（26期）：1940年8月1日 -
- 宮内陽輔 大佐　　：1941年9月11日 -
- 井上二一 大佐（23期）：1942年8月1日 -

## 奄美大島要塞重砲兵連隊
奄美大島要塞重砲兵連隊は、奄美大島要塞の主戦力として1941年9月10日に編成下令された。
下関で編成の後に奄美大島要塞に展開した。太平洋戦争の戦況悪化が進むと、連合国軍の上陸に備えた戦備強化のため、新設の野戦部隊の火力支援も担うことになり、1944年5月3日をもって重砲兵第6連隊に改称した。独立混成第64旅団に編合され、連隊主力は引き続き奄美大島要塞の防備にあたる一方、1個中隊を徳之島陸軍飛行場、1個小隊を喜界島海軍飛行場の防衛のために派遣した。
- 奄美大島要塞重砲兵連隊
  - 編成地：下関
  - 最終連隊長：宮内陽輔 大佐
  - 2コ大隊 6コ中隊の甲編成：現役兵と予備兵の混合部隊・総員約 1400名
- 重砲兵第6連隊（通称号：球第2740部隊）
  - 編成地：奄美大島
  - 最終連隊長：末松五郎 中佐（30期）

## 主要な施設
- 奄美大島
  - 奄美大島要塞司令部
    - 奄美大島重砲兵連隊（2740部隊）
      - 西古見第1砲台：28糎榴弾砲 ×2門
      - 西古見第2砲台
      - 皆津崎第1砲台
      - 皆津崎第2砲台
      - ホノホシ砲台：10糎加農砲 ×2門
      - 古志砲台(未完成？)
      - 手安弾薬本庫

    - 要塞歩兵第28中隊（2719部隊）春田中尉 約120名（瀬久井）
    - 奄美大島要塞通信隊
    - 奄美大島陸軍病院（2784部隊）

  - 奄美大島憲兵古仁屋分遣隊 　中 条好 中尉
- 加計呂麻島
  - ・安脚場砲台 (昭和16年・海軍の防空砲台に移管)：15糎加農砲、38式野砲
  - ・実久砲台：15糎加農砲 ×2
- 江仁屋離島
  - 江仁屋離島砲台：7糎加農砲 ×4

## 奄美大島の海軍
- 佐世保海軍軍需部大島支庫「石炭庫」「水溜」 （久慈）
- 海通崎望楼（大島海峡東口）
- 曽津高崎望楼（大島海峡西口の曽津高崎灯台内）
- 大島防備隊本部 (加計呂麻島・瀬相)
- 安脚場防空砲台 (加計呂麻島・昭和16年･陸軍より移管。一部に海軍第22中隊展開)
- 待網崎高角砲台 (加計呂麻島・安脚場地区・第21中隊)：12糎高角砲 ×4、13粍機銃 ×2。[注釈 7]
- 安脚場砲台 (加計呂麻島・安脚場地区)：
- 徳浜砲台 (加計呂麻島・安脚場地区)：昭和19年･陸軍は軍備移転に伴い撤収し、一部地域を海軍が利用し、砲台を構築。
- 海軍第22中隊 (加計呂麻島・安脚場地区)：15糎砲、13粍機銃
- 須子茂砲台 (加計呂麻島・第11中隊)：15糎砲 ×2、12糎砲 ×2、迫撃砲、13粍機銃、軽機関銃、
- 先鼻砲台 (加計呂麻島・秋徳地区)：15糎砲 ×2、13粍機銃 ×2、探照灯 ×1
- 待綱崎高角砲台 (加計呂麻島・安脚場地区)：
- 深浦砲台
- 嘉入砲台
- 与路砲台 (与路島)：15糎砲 ×2、機銃、探照灯
- 海軍施設部 (三浦)
- 海軍航空隊古仁屋基地 (須手)
- 海軍第11中隊　(久慈湾の西側)：重擲弾筒・軽機関銃・13粍機銃 等
- 海軍第17震洋隊 （三浦）
- 海軍第18震洋隊 （呑之浦）：総員186名 震洋艇1型52隻[注釈 8]
- 海軍第44震洋隊 配備（久慈）： 総員178名 震洋艇1型55隻[注釈 6]

## 現況
現状、安脚場砲台のみが安脚場戦跡公園として公園整備されている。また西古見砲台も定期的に清掃などが行われており、容易にアクセスできる状況にある。その他の砲台は植物が繁茂して自然に帰っており、ハブなども生息しているため見学には命の危険を伴う。
2008年（平成20年）、「大島海峡(旧)軍事施設群」は土木学会選奨土木遺産に選ばれる。